# Hattiesburg, Mississippi
Hattiesburg, Mississippi là một thành phố thuộc quận trong tiểu bang Mississippi, Hoa Kỳ. Thành phố có diện tích km², dân số theo điều tra năm 2000 của Cục điều tra dân số Hoa Kỳ là 44.779 người.